# Maxime Weygand
Maxime Weygand (Bruselas, 21 de enero de 1867 - París, 28 de enero de 1965) fue un general francés del Ejército. 

## Biografía
Nació en Bruselas, Bélgica, y no se conoce con exactitud su origen. De hecho, se sospecha que era hijo de la emperatriz Carlota de México y del barón Alfred van der Smissen, uno de los generales de su marido el emperador Maximiliano de Habsburgo. Su nacimiento coincide con el viaje que la emperatriz realizó a Europa en busca de apoyo por parte de diversos monarcas europeos para conseguir la salvación de su marido. En 2003, el periodista francés Dominique Paoli afirmó haber encontrado pruebas de que el padre de Weygand era efectivamente van der Smissen, pero la madre era Mélanie Zichy-Metternich, dama de honor de la emperatriz Carlota (e hija del príncipe Metternich, antiguo Canciller de Austria). Paoli afirmó además que Weygand había nacido a mediados de 1865, no en enero de 1867 como generalmente se afirma.Desde joven se trasladó a Francia e ingresó en la Escuela Militar Especial de Saint-Cyr, donde se graduó en 1887. Se naturalizó francés y comenzó la carrera militar.
Fue miembro de la Academia Francesa, a la que ingresó en 1920. Fundó la Asociación Universal de los Amigos de Juana de Arco (Association Universelle des Amis de Jeanne d'Arc) con el escritor Pierre Virion. Católico militante, fue además un ferviente detractor de la masonería y del «comunismo sin dios».
Durante la Gran Guerra fue jefe de Estado Mayor del general Foch, destacándose por su habilidad para traducir los deseos de este en órdenes claras y precisas. En este puesto asistió a las más importantes operaciones de guerra contra la Alemania imperial (batalla del Marne, batalla de Verdún y batalla del Somme, entre otras).
En la etapa final de la Gran Guerra fue enviado a Polonia para apoyar a este país en su lucha contra la Unión Soviética. En 1923 fue nombrado Alto Comisario de Siria y en 1935 se retiró del servicio activo, pero al estallar la Segunda Guerra Mundial, el gobierno francés requirió nuevamente sus servicios. En consecuencia, en 1939 asumió el cargo de  jefe militar en las colonias francesas del Oriente Próximo.

### Generalísimo de los Ejércitos de Francia (1940)
En mayo de 1940, el primer ministro Paul Reynaud lo llamó para que reemplazara a Maurice Gamelin al frente del ejército francés en la Segunda Guerra Mundial. Weygand asumió el cargo el 18 de mayo y el 20 inspeccionó personalmente la situación en el frente. Los alemanes habían logrado derrotar a Holanda y mientras su Grupo de Ejércitos B mantenía aferrados a los Aliados en Bélgica, el Grupo de Ejércitos A avanzaba hacia el Canal de la Mancha para completar una gran maniobra de cerco. Weygand se reunió en Ypres ese mismo día (20 de mayo) con el rey Leopoldo y el general francés Billotte para coordinar la batalla, y propuso un ataque contra la cuña del avance alemán. Este plan fue aceptado por los gobiernos de Bélgica y Francia pero no se llevó a cabo por la falta de coordinación entre los Aliados.
Finalmente, los alemanes lograron llegar al Canal y cercar al grueso de las tropas aliadas, aunque un buen número de soldados logró escapar del cerco gracias a la Operación Dínamo. Cuando esa batalla terminó, los alemanes se organizaron para el ataque final a Francia. Weygand ya no contaba con tropas suficientes para hacerles frente; en especial carecía de tanques y aviones. Por lo tanto montó una defensa estática, distribuyendo a sus fuerzas en "posiciones erizo" a lo largo del frente del Marne.
Los alemanes atacaron el 5 de junio y los franceses resistieron en sus posiciones hasta el 8 de ese mes, pero luego las fuerzas acorazadas alemanas rompieron el frente y avanzaron en profundidad hacia el sur, cercando o derrotando a los defensores. El gobierno francés evacuó París el 10 de junio y los alemanes entraron en la capital el 14. Ese día Weygand se comunicó con Reynaud:

"Continuaré la resistencia si me lo ordena el Gobierno, pero debo decir que hemos perdido la guerra."

El gobierno francés se instaló en Burdeos y sus integrantes debatieron con los jefes militares el camino a seguir. Mientras Reynaud y Charles de Gaulle pretendían que Francia continuara luchando desde sus colonias, el mariscal Petain se inclinaba por una capitulación que permitiera terminar la guerra, manteniendo el control de la marina de guerra y la soberanía sobre las colonias de ultramar. Weygand apoyó a Petain.

### En el gobierno de Vichy
Tras el armisticio, Weygand ocupó el cargo de Ministro de Defensa en el gobierno encabezado por Petain, hasta septiembre de 1940. Luego fue delegado del mismo gobierno en el Norte de África.
En noviembre de 1942 los alemanes ocuparon la Zona Libre, donde funcionaba el gobierno de Petain. Weygand fue hecho prisionero y llevado a Alemania, donde estuvo recluido hasta el fin de la guerra. Los aliados lo enjuiciaron por su pertenencia al gobierno de Vichy y por colaboracionismo, pero en 1948 fue declarado inocente de toda culpa. Posteriormente se dedicó a escribir sus memorias. Falleció en París en 1965.

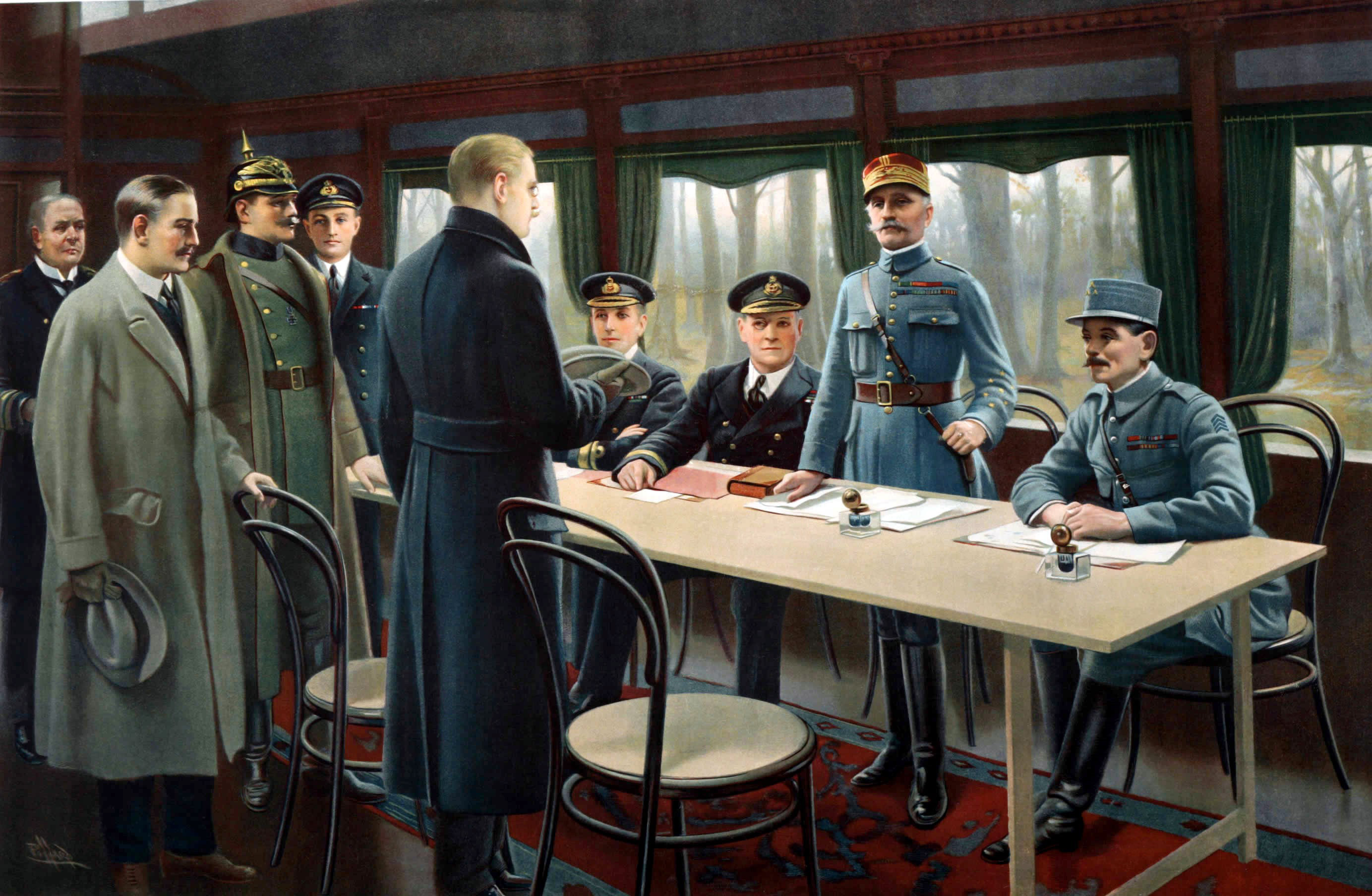
Pintura de Maurice Pillard Verneuil, representando la firma del armisticio en noviembre de 1918 y fin de la Primera Guerra Mundial. Weygand es el primero de la derecha, el mariscal Foch aparece de pie al centro.